# Индијски паун
Индијски паун или плави паун (лат. Pavo cristatus), је врста пауна из јужне Азије, али је раширена и у многим другим деловима света.
Мужјак пауна је претежно плав, а најпознатији је по перју које на себи садржи окца живописних боја. Која су највидљивија у тренуцима када подиже своје перје са циљем привлачења женки. Упркос дужини и величини тог перја, паунови су и даље способни да лете. Женке са друге стране немају толико дугачко перје, имају перје зелене боје испод врата и браон перје по телу. Индијски паунови у дивљини обично живе у шумама, те се хране јагодичастим воћем, житарицама, али понекад и змијама, гуштерима и ситним глодавцима. Испуштају веома гласан звук због којега их је веома лако пронаћи. У шумским областима такођер служи као упозорење да је предатор у близини. Углавном живе у малим групама те покушавају побећи пешице кроз ниску траву, избегавајући летење.
О функцији пауновог репа се расправљало више од једног века. У 19. веку, Чарлс Дарвин је дао своју теорију. Његово касније објашњење јесте сексуална селекција. Упркос томе што је ова теорија јако популарна, још увек није у потпуности прихваћена. У 20. веку, Амоц Захави је тврдио да је реп хендикеп. Упркос опсежним истраживањима, мишљења остају подељена.
Паун се прославио у индијској и грчкој митологији и представља националну птицу Индије.

## Таксономија и именовање
Карл фон Лине је у свом раду Systema Naturae из 1758. године, доделио индијском пауну име Pavo cristatus (значи „ћубасти паун” на латинском језику).
Најранија употреба имена на енглеском језику је из око 1300. године, а садашњи правопис је успостављен крајем 17. века. Џефри Чосер је користио израз „поносан као паун” у своме епу под називом „Троил и Кресида (енгл. Troilus and Criseyde)”, а који се односио на поносну и увредљиву особу.
Грчка реч за пауна била је „taos” и била је повезана са перзијском речју „tavus”.

## Опис
Мужијаци индијског пауна су птице веће величине, од кљуна до репа су дужине од 100 до 115 цм и на самом крају одрастања нарасту од 195 до 225 цм и достигну тежину од 4 до 6 кг. Женке су мање дужине од око 95 цм и тежине 2,75 - 4 кг. Индијски паунови су међу највећим и најтежим представницима породице Phasianidae. Мужијаци имају металик плаво перје све до кљуна, перје главе је веома кратко. Испод и изнад очију имају малене делове без перја, само белу кожу. На леђима се налази зелено перје са црним и бакарним ознакама. Реп је тамнобраон, а када уздигну перје може се видети како се састоји од обојаних кружница. Доња страна је тамнозелена те постаје тамнија ка репу. У шумама, њихови позиви често указују на присуство предатора као што је тигар.
Одрасла женка има ружичасто-смеђу главу са гребеном као и код мужјака, али су врхови обојени зеленом бојом. Горњи део тела је смеђе боје. Већи део тела, укључујући и реп су тамнобраон боје. Доњи део врата је металик зелене боје и перје на грудима је тамносмеђе са сјајним зеленим деловима. Младунци немају изражену боју већ имају браон перје. Мушки младунци изгледају као женке, али су крила кестењаста.

### Мутације и хибриди
Постоји неколико мутација боја индијског пауна. Ретко се јављају у дивљини, али селективно узгајање их чини уобичајеним у заточеништву. Црно-рамена или јапанска мутација у почетку се сматрала за подврсту од P. c. nigripennis (или чак врстом), и била је позната тема током Дарвиновог времена. Међутим, то је само случај генетске варијације унутар популације. У овој мутацији, одрасли мужијак је меланистичан (Мезанизам је прекомерна пигментација или масивно одлагање меланина) са црним крилима.
Младунчад је кремасто беле боје. Остале варијације обухватају шарене боје, а све су резултат алелне варијације у специфичним локусима.

## Станишта
Индијски паун је настањен на Индијском подконтиненту и налази се у сувим шумским пределима Шри Ланке. У јужној Азији, налази се углавном испод надморске висине од 1.800 метара, а у ретким случајевима на око 2.000 метара надморске висине. Настањује се у влажним и сувим листопадним шумама, али се може прилагодити животу у култивисаним подручјима и околним људским насељима и обично се налази тамо где је доступна вода. У многим деловима северне Индије, они су заштићени верским поступцима. Неки су сугерисали да их је Александар Велики увео у Европу, док други кажу да је птица дошла до Атине до 450. године пре нове ере или да је можда и раније уведена. Од тада је индијски паун уведен у многе друге делове света, а понегде се јавља као подивљала животиња.
Поред свог станишта у Индији, птицу су људи увели у САД, Мексико, Хондурас, Колумбију, Гвајану, Суринам, Бразил, Уругвај, Аргентину, Јужну Африку, Португал, Мадагаскар, Маурицијус, Реунион, Индонезију, Папуу Нову Гвинеју, Аустралију, Хрватску (Сплит, острво Локрум) и другде. У другим случајевима, познато је да су Индијски паунови у стању да се прилагоде жестијим климатским условима, као што су оне у северној Канади. Ова врста је забележена од стране ловаца још далеко на северу изнад Хантсвила.

## Понашање и екологија
Паунови су најпознатији по мушком екстравагантном перју које се, упркос чињеници да расте из леђа, сматра репом. Боје нису резултат било каквих зелених или плавих пигмената, већ микроструктуре перја и резултирајућих оптичких феномена. Дуго перје код мужијака развија се тек после друге године живота. Потпуно развијени репови се налазе код птица старијих од четири године. У северној Индији, индијским пауновима репови почињу да расту у фебруару, а крајем августа у време митарења их губе.
Паунови производи гласне позиве посебно у сезони парења. Скоро седам различитих варијанти позива је идентификовано, осим шест алармних позива које обично производе оба пола.
Паунови у групама током ноћи бораве на високом дрвећу, али понекад могу користити камење, зграде или стубове. У шуми изабиру висока дрвећа на стрмим обалама реке.

### Размножавање
Паунови су полигамни, а сезона размножавања траје дуго, али чини се како зависи од киша. Паунови обично достигну сексуалну зрелост у доби од 2 до 3 године. Мужјаци једни поред других одржавају мале територије и дозвољавају женкама да их посете. У неким тренуцима, женке не фаворизују одређене мужијаке. Мужијаци током удварања подижу свој реп. Крила држе полу отворена и периодично вибрирају дугим перјем које производи звук.

### Храњење
Углавном једу семе, инсекте, воће, мале сисаре и гмизавце. Понекад се хране малим змијама, али се не приближавају већима. На селу нарочито једу усеве и баштенске биљке.

## Галерија
- "Домаћи" паун
- Женка са младунцима
- Паун током храњења
- Museum specimen -